# Ploumoguer
Ploumoguer är en kommun i departementet Finistère i regionen Bretagne i västra Frankrike. Kommunen ligger i kantonen Saint-Renan som tillhör arrondissementet Brest. År 2022 hade Ploumoguer 2 097 invånare.

## Befolkningsutveckling
Antalet invånare i kommunen Ploumoguer
Referens:INSEE